# America's Most Smartest Model
America's Most Smartest Model é um reality-show norte-americano transmitido originalmente pela VH1, nos Estados Unidos. Os apresentadores do concurso são Ben Stein e Mary Alice Stephenson. O objectivo do programa é encontrar um modelo que seja ao mesmo tempo bonito e inteligente, submetendo todos os concorrentes a uma série de desafios, que irão garantir ao vencedor 100,000 dólares, uma aparição num anúncio da marca V05, e o título de "America's Most Smartest Model" ("Modelo Mais Inteligente da América"). No dia 16 de Dezembro de 2007, o concorrente VJ Logan foi nomeado vencedor do concurso.
Em Portugal, o programa é transmitido pela MTV desde o dia 16 de Julho.

## Concorrentes
| Nome                            | Local de origem         | Idade | Episódio em que foi eliminado |
| VJ Logan                        | Grass Valley, CA        | 22    | Vencedor                      |
| Andre Birleanu                  | Moscovo, Rússia         | 25    | Episódio 11                   |
| Angela Hart                     | São Francisco, CA       | 25    | Episódio 10                   |
| Brett Novek                     | Fort Lauderdale, FL     | 23    | Episódio 9                    |
| Rachael Murphy (Aussie Rachael) | Sydney, Austrália       | 25    | Episódio 9                    |
| Jeff Pickel (Pickel)            | Chicago, IL             | 25    | Episódio 8                    |
| Daniel Schuman                  | Saddle Brook, NJ        | 24    | Episódio 7                    |
| Rachel Myers (Blonde Rachel)    | Palm Springs, CA        | 27    | Episódio 6                    |
| Lisa Byrnes                     | Scottsdale, AZ          | 27    | Episódio 5                    |
| Jesse Lewis                     | Sacramento, CA          | 26    | Episódio 4                    |
| Mandy Lynn                      | Long Island, NY         | 26    | Episódio 3                    |
| Erika Medina                    | Anaheim, CA             | 22    | Episódio 2                    |
| Victoria Fisher                 | Corona Del Mar, CA      | 22    | Episódio 1                    |
| Gaston Willig                   | Argentina               | 27    | Episódio 1                    |
| Slavco Tuskaloski               | Nova Iorque / Macedónia | 26    | Episódio 1                    |
| Jamie Everett                   | Houston, TX             | 26    | Episódio 1                    |

- O participante Slavco Tuskaloski foi também um dos participantes do reality Kept, da VH1.
- Jesse Lewis apareceu numa certa de curta duração da série Nip/Tuck.

## Ordem de Eliminação
| Episódios                   | 1      | 2              | 3               | 4             | 5      | 6            | 7     | 8         | 9             | 10    | Final     |
| --------------------------- | ------ | -------------- | --------------- | ------------- | ------ | ------------ | ----- | --------- | ------------- | ----- | --------- |
| Vencedor Desaf. de Vantagem | Daniel | Pickel Rachael | VJ Pickel Brett | Daniel Angela | Daniel | Pickel Brett | VJ    | Angela VJ | Andre Rachael | Andre | Não houve |
| VJ                          | ALTA   | SEGUE          | SEGUE           | SEGUE         | GANHA  | BAIXA        | ALTA  | ALTA      | GANHA         | BAIXA | GANHA     |
| Andre                       | SEGUE  | ALTA           | SEGUE           | GANHA         | SEGUE  | SEGUE        | GANHA | BAIXA     | BAIXA         | ALTA  | SAI       |
| Angela                      | SEGUE  | SEGUE          | SEGUE           | SEGUE         | ALTA   | SEGUE        | BAIXA | GANHA     | GANHA         | SAI   |           |
| Brett                       | GANHA  | SEGUE          | GANHA           | ALTA          | SEGUE  | GANHA        | SEGUE | BAIXA     | SAI           |       |           |
| Rachel Murphy               | SEGUE  | GANHA          | ALTA            | GANHA         | ALTA   | BAIXA        | BAIXA | ALTA      | SAI           |       |           |
| Pickel                      | SEGUE  | GANHA          | SEGUE           | ALTA          | SEGUE  | GANHA        | SEGUE | SAI       |               |       |           |
| Daniel                      | SEGUE  | BAIXA          | SEGUE           | SEGUE         | SEGUE  | BAIXA        | SAI   |           |               |       |           |
| Rachael Myers               | SEGUE  | SEGUE          | BAIXA           | BAIXA         | BAIXA  | SAI          |       |           |               |       |           |
| Lisa                        | SEGUE  | ALTA           | SEGUE           | BAIXA         | SAI    |              |       |           |               |       |           |
| Jesse                       | SEGUE  | BAIXA          | BAIXA           | SAI           |        |              |       |           |               |       |           |
| Mandy Lynn                  | BAIXA  | BAIXA          | SAI             |               |        |              |       |           |               |       |           |
| Erika                       | SEGUE  | SAI            |                 |               |        |              |       |           |               |       |           |
| Victoria                    | SAI    |                |                 |               |        |              |       |           |               |       |           |
| Gaston                      | SAI    |                |                 |               |        |              |       |           |               |       |           |
| Slavco                      | SAI    |                |                 |               |        |              |       |           |               |       |           |
| Jamie                       | SAI    |                |                 |               |        |              |       |           |               |       |           |

     (GANHA) O Modelo que ganhou a competição.
     (GANHA) Os Modelos que ganharam o Desafio de Regresso.
     (GANHA) O Modelo foi votado para ser eliminado; no entanto, ganhou o Desafio de Vantagem.
     (ALTA) O Modelo foi seleccionado como um dos melhores no Desafio de Regresso, mas não ganhou.
     (BAIXA) O Modelo foi seleccionado como um dos piores no Desafio de Regresso, mas não foi eliminado.
     (BAIXA) O Modelo foi seleccionado como um dos piores participantes duas vezes, mas não foi eliminado.
     (SAI) O Modelo foi eliminado.
     (SAI) O Modelo foi eliminado antes da cerimónia de eliminação.
     (SAI) O Modelo foi eliminado na primeira noite após ter entrado na casa.
- A concorrente Rachel Meyers foi eliminada no Desafio de Regresso no Episódio 6, portanto ninguém foi eliminado na cerimónia de eliminação.
- No Episódio 9, houve duas eliminações.
- Os concorrentes Brett, Pickel e Andre nunca tinham estado entre os 3 nomeados para eliminação até ao Episódio 8.
- Todos os três finalistas (Angela, VJ e Andre), ganharam dois Desafios de Regresso. Tanto Andre como VJ já estiveram duas vezes entre os últimos 3 nomeados por duas vezes. Todos os últimos 6 concorrentes também ganharam dois Desafios de Regresso cada antes de abandonarem o programa.

## America's Most Smartest Model 2
A VH1 já confirmou que haverá um America's Most Smartest Model 2, sendo que actualmente está a fazer castings para a segunda temporada do reality no seu website. Ben Stein e Mary Alice serão os apresentadores novamente.